# دام دیورساس

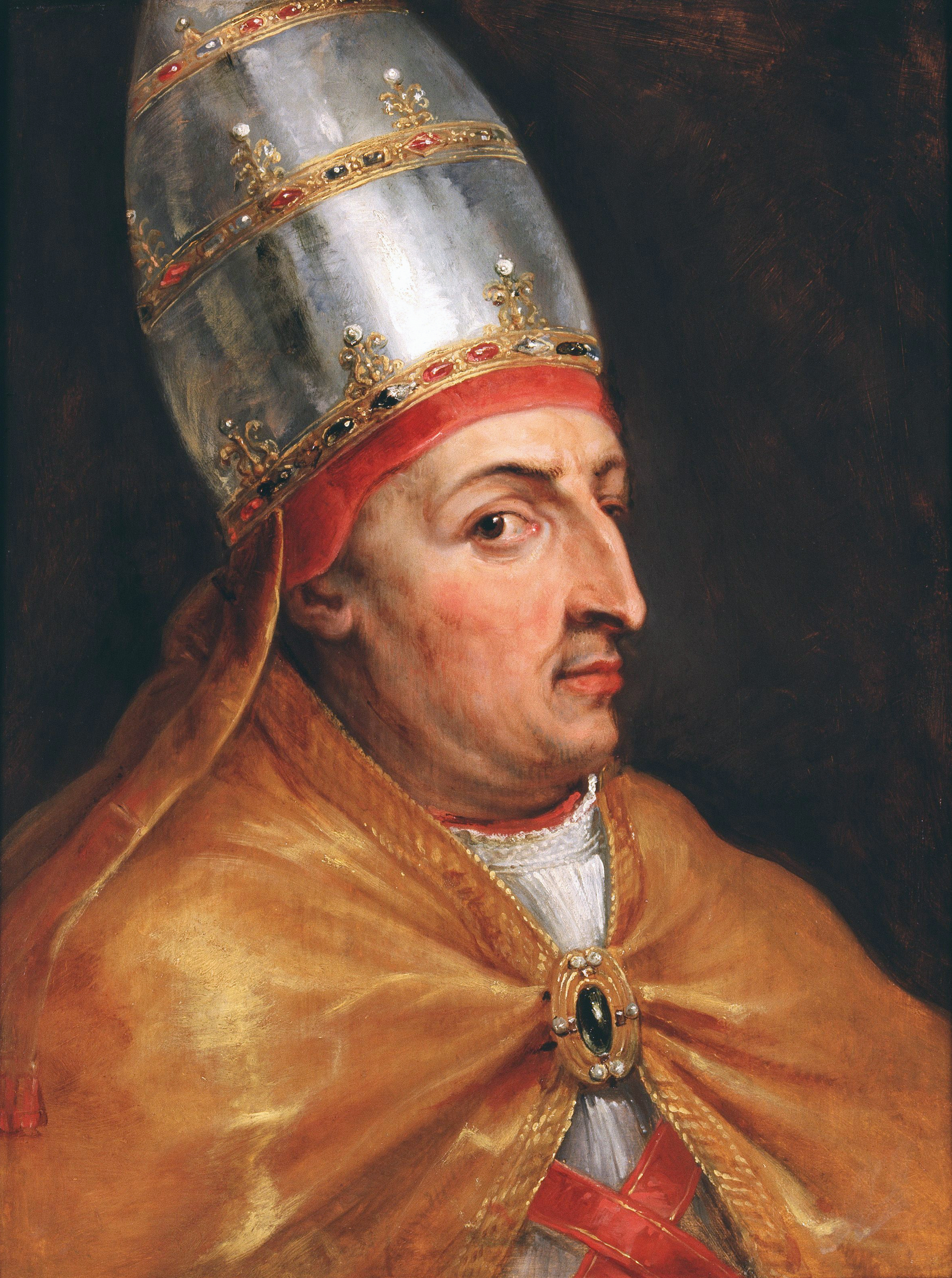
نیکلاس پنجم

دام دیورساس (انگلیسی: Dum Diversas) مهر و موم پاپ صادر شده در ۱۸ ژوئن ۱۴۵۲ نوشته شده توسط نیکلاس پنجم که به آفونسوی پنجم از پرتغال اجازه داد تا سارازن و پاگانیسم را تسخیر کند و آنها را به «بندگی همیشگی» بسپارد.